# 平野純
平野 純（ひらの じゅん、1953年12月20日 - ）は、日本の小説家。東京都生まれ。本名・淳。東北大学法学部卒。

## 経歴
1983年、柳川春町の筆名で「日曜日には愛の胡瓜を」で文藝賞受賞。刊行時には平野純の名であった。

## 著書
- 『日曜日には愛の胡瓜を』河出書房新社　1983
- 『アスパラガス白書』講談社　1985
- 『カルデラ湖殺人事件』河出書房新社　1987
- 『上海黙示録殺人事件 長編冒険コメディ』双葉ノベルス　1988
- 『上海バビロン』河出書房新社　1990
- 『上海コレクション』（編）1991　ちくま文庫
- 『白モクレンの樹の下で』角川書店　1994

## 参考
- 『文藝年鑑2007』